# Evert van Ballegooie

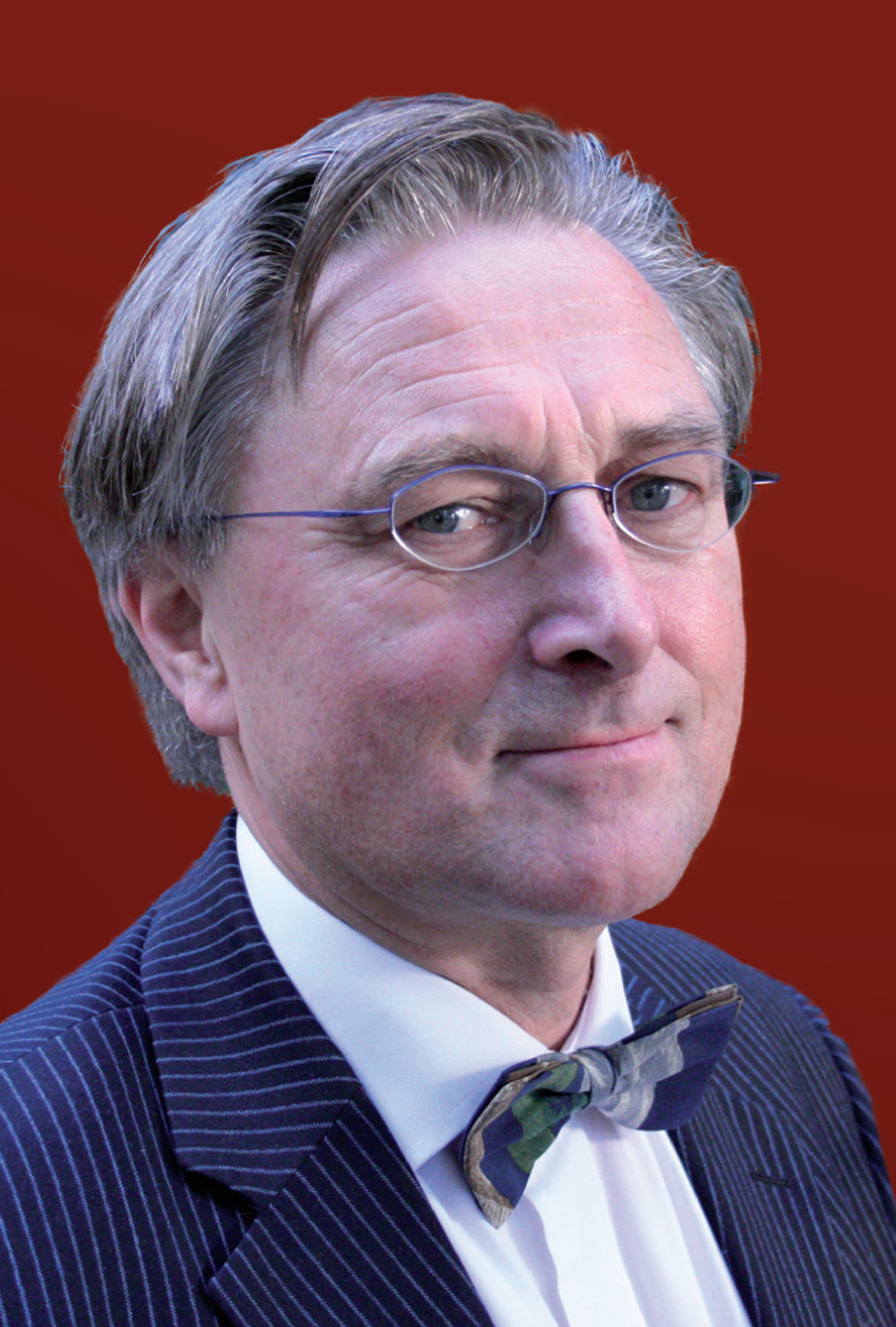
Evert van Ballegooie

Evert van Ballegooie (Dordrecht, 11 mei 1950 - Zwolle, 3 januari 2008) was een Nederlandse internist. Hij was gespecialiseerd in het behandelen van diabetes mellitus. Hij was auteur van verschillende boeken en artikelen, spreker of dagvoorzitter op congressen en nam het initiatief voor diverse diabetesprojecten, zoals de Stichting Langerhans.

## Loopbaan
Van Ballegooie studeerde van 1968 tot 1975 geneeskunde aan de Erasmus Universiteit Rotterdam. Na zijn opleiding tot internist in Zwolle en Groningen was hij van 1980 tot 1986 verbonden als wetenschappelijk medewerker aan de afdeling endocrinologie van het Academisch Ziekenhuis Groningen. In 1984 promoveerde hij op een onderzoek naar de behandeling van diabetes mellitus met continue subcutane insuline-infusie (insulinepomptherapie). Van 1986 tot 2006 was hij werkzaam als internist in de Isala klinieken te Zwolle, met speciale aandacht voor diabetes mellitus. Het laatste jaar voor zijn dood was hij internist in Ziekenhuis Bethesda in Hoogeveen.

## Diabetes
Hij was een van de oprichters van de Nederlandse Diabetes Federatie in juni 1995: hij was NDF-voorzitter van 1995 tot 2000. Hij was ook voorzitter van de Nederlandse Vereniging voor Diabetes Onderzoek (NVDO), een van de partners binnen de NDF. Vanwege verdiensten voor de diabeteswereld heeft de EADV, de beroepsorganisatie voor diabeteszorgverleners, in 1996 Van Ballegooie benoemd tot erelid. In 2001 was Van Ballegooie de oprichter van het kwartaalblad  DiabeteSpecialist, waarvan hij tot zijn dood hoofdredacteur was.
Tijdens een manifestatie van de Diabetesvereniging Nederland (DVN) op 1 april 2000 werd Van Ballegooie benoemd tot ridder in de Orde van Oranje-Nassau. Burgemeester Jan Franssen van Zwolle schetste Van Ballegooie als een markant inwoner van zijn stad en een autoriteit op het gebied van de diabeteszorg. "Zwolle beschikt helaas niet over een academisch ziekenhuis, maar dankzij mensen als Van Ballegooie is er toch ook bij ons sprake van een diabeteszorg op een bijzonder hoog niveau", aldus burgemeester Franssen.
In 2004 nam Van Ballegooie het initiatief de Stichting Langerhans op te richten, samen met enkele andere artsen. De Stichting Langerhans biedt een breed scala aan onderwijsproducten voor diabetesprofessionals, zoals congressen, bijscholingen en diverse boeken. In 2007 kreeg Langerhans de DESG-educatieprijs: deze prijs is een initiatief van de Stichting Diabetes Education Study Group (DESG) Nederland om projecten, groepen of instellingen te eren die zich op
uitzonderlijke wijze hebben onderscheiden op het gebied van diabeteseducatie.

## Publicaties
Evert van Ballegooie was auteur van enige boeken en verschillende artikelen.